# 独山镇 (黄梅县)
独山镇，是中华人民共和国湖北省黄冈市黄梅县下辖的一个乡镇级行政单位。

## 行政区划
独山镇下辖以下地区：
大坝社区、高岭村、麻垄村、何上屋村、黎冲村、花园塘村、尢詹村、张福村、凉岭村、界子墩村、云湾村、黎岭村、周柴村、可思湖村、严庄村、枫岭村、陈大屋村、快岭村、骑龙村和东观村。